# حميد رضا طاهرخاني
حميد رضا طاهرخاني (25 مارس 1999 بتاكستان في إيران - ) هو لاعب كرة قدم إيراني في مركز الهجوم. لعب مع نادي راه آهن.

## وصلات خارجية
- حميد رضا طاهرخاني على موقع قاعدة بيانات كرة القدم.إي يو (الإنجليزية)
- حميد رضا طاهرخاني على موقع Soccerway.com (الإنجليزية)